# Lunetic
Lunetic je česká hudební skupina. Jejími členy jsou Václav Jelínek, David Škach a Aleš Lehký. Skupina byla populární především na konci 90. let 20. století.
Kapelu založili v roce 1995 Martin Kocián a Aleš Lehký. Když členové vymýšleli název pro skupinu, napadlo je anglické lunatic (blázen, šílenec). Aby jej trochu počeštili, změnili toto slovo na Lunetic. Začínali jako taneční eurodance skupina na diskotékách a postupem času začali i zpívat. Zprvu zpívali i anglicky.[zdroj?]
V roce 1998 přišel velký zlom, když si jich všiml producent Stano Šimor. Lunetic začali zpívat česky, napsali hit „Máma“ a začali moderovat televizní hitparádu ESO.
Hit „Máma“ se rychle uchytil a skupina Lunetic se dostala na přední příčky českých hitparád. Tato obliba trvala v letech 1998–2000, kdy kapela získala třetí místo na Českém slavíkovi.
Skupina se rozpadla v roce 2003. Důvodem rozpadu skupiny byly drogové problémy Martina Kociána. Po rozpadu se ještě snažil uchytit Václav Jelínek, když vydal rockově laděné album Pod vodou, ale neměl úspěch.[zdroj?] Vlastní CD také vydal Martin Kocián, ale měl ještě menší ohlas než Jelínek.[zdroj?]
Členové Luneticu se dali znovu dohromady v roce 2008. Vydali nové album se všemi svými největšími hity a DVD se všemi videoklipy. K této příležitosti uspořádali dva koncerty – v Praze a v Liberci.
V roce 2011 skupina vydala zatím poslední desku Na vlnách, která je 100% autorskou. Producentem je Václav Jelínek. Skupina Lunetic v roce 2018 vyjela na podzimní turné s názvem 20 let, v plné sestavě a nejen po Česku.

## Diskografie

### Alba
- Cik-cak (1998)
- Nohama na zemi (1999)
- Časoprostor (2000)
- Na přání (2002, výběr starších hitů + 3 nové písně)
- Kapky příběhů (2007, výběr starších hitů)
- Best of (2008 – 20 největších hitů + 23 videoklipů)
- Na vlnách (2011 vlastní tvorba a vydavatelství)